# Хана Сити (Илиноис)
Хана Сити (енгл. Hanna City) град је у америчкој савезној држави Илиноис.

## Демографија
По попису из 2010. године број становника је 1.225, што је 212 (20,9%) становника више него 2000. године.
| Група             | 2000.       | 2010.         |
| Белци             | 977 (96,4%) | 1.185 (96,7%) |
| Афроамериканци    | 4 (0,4%)    | 5 (0,4%)      |
| Азијати           | 12 (1,2%)   | 6 (0,5%)      |
| Хиспаноамериканци | 11 (1,1%)   | 9 (0,7%)      |
| Укупно            | 1.013       | 1.225         |